# Elfriede-Grünberg-Preis
Der Elfriede-Grünberg-Preis ist ein seit 2000 jährlich verliehener Preis der Welser Initiative gegen Faschismus für Verdienste in der Bekämpfung von Nationalsozialismus. Der Preis wurde nach dem Holocaust-Opfer Elfriede Grünberg benannt.

## Namenspatronin

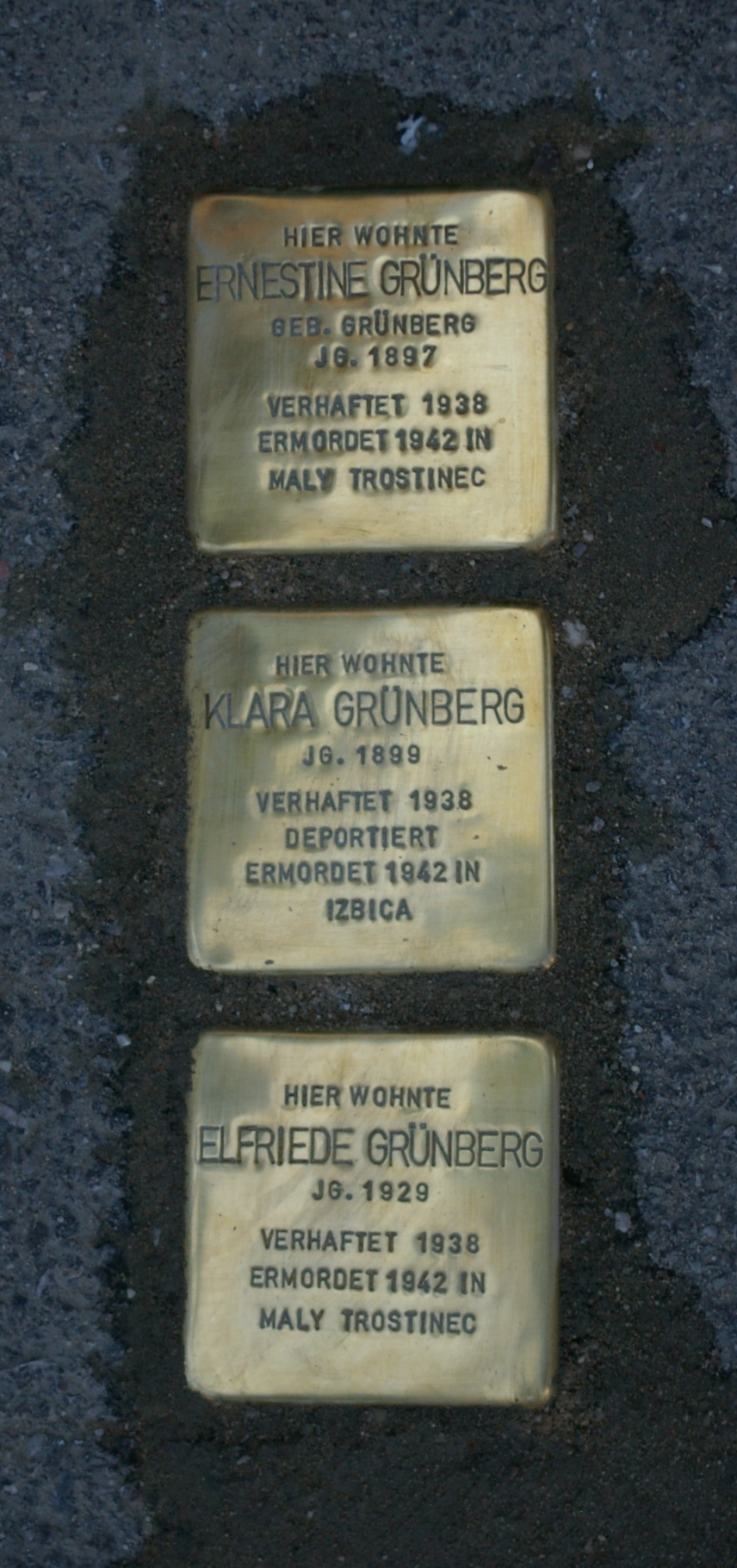
Stolpersteine in Wels zur Erinnerung an Elfriede Grünberg sowie ihre Mutter und Tante

Elfriede Grünberg (1929–1942) wurde, ebenso wie ihre Mutter und ihre Tante, vom NS-Regime aus rassistischen Gründen ermordet. Ihr Vater Max konnte 1939 nach Shanghai emigrieren. Am 9. Juni 1942 wurden Elfriede Grünberg und ihre Mutter von Wien aus in das Vernichtungslager Maly Trostinez deportiert. Sechs Tage später wurde Elfriede wahrscheinlich in einem Gaswagen getötet.

## Preisträger
- 2000 Johann Kalliauer, Rudolf Anschober, Wilhelm Achleitner, Raimund Buttinger
- 2001 Reinhard Kannonier, Rudolf Kropf, Michael John, Erwin Peterseil
- 2002 Waltraud Neuhauser, Karl Ramsmaier, Josef Adlmannseder, Günter Kalliauer
- 2003 Herta Eva Schreiber, Rudolf Haunschmid, Albert Langanke, Wolfgang Quatember
- 2004 Ursula Hüttmayr, Erich Gumplmaier, Andreas Gruber, Wolfgang Neugebauer
- 2005 Ludwig Laher, Irmgard Schmidleithner, Gunther Trübswasser, Mümtaz Karakurt
- 2006 Leopold Engleitner, Bernhard Rammerstorfer, Irmgard Aschbauer, Georg Oberhaidinger
- 2007 Gülcan Gigl, Martin Kranzl-Greinecker, Gerhard Skiba, Norbert Leitner
- 2008 Brigitte Geibinger, Gertraud Jahn, Anita Eyth, Norbert Trawöger
- 2009 Thomas Böhler, Leo Furtlehner, Walter Hofstätter, Marie-José Simonet
- 2010 Martha Gammer, Astrid Hackl, Ernst Huber, Rudolf Lehner
- 2011 Peter Lechner, Andreas Maislinger, Gitta Martl, Uwe Sailer
- 2012 Margit Hauft, Christian Schörkhuber, Karin Wagner, Peter Weidner
- 2013 Anna Hackl, Sonja Ablinger, Maria Buchmayr, Mary Kreutzer
- 2014 Mario Born, Hermann Hochreiter, Jürgen Pachner, Markus Rachbauer
- 2015 Christian Brandlmaier, Peter Koits, Neue Mittelschule Gunskirchen, Wels hilft
- 2016 Ayfer Sinirtaş, Thomas Fatzinek, Pfarrcaritas Wels-Neustadt, Pfarre St. Franziskus Wels
- 2017 Café für Alle, Klaus Buttinger, Karl Öllinger, Kathrin Quatember
- 2018 Helmut Edelmayr, Open Piano for Refugees, Infoladen Wels, Rudolf Gelbard (posthum)
- 2019 Brigitte Höfert, Günter Kaindlstorfer, Hülya Yilmaz, Verein Denkanstoß
- 2020 Michael Hazod, Andreas Moser (A Capella Chor Wels), Christa Bauer, Willi Mernyi (Mauthausen Komitee)
- 2021 Familie Frank, Familienbetrieb Gebol aus Enns (Flüchtlingsprojekt 10.000 Decken für Lesbos), Barbara Ludwiczek, Flüchtlingshilfe Doro Blancke Steiermark[1]
- 2022 Frederik Schmidsberger, Rudolf Loidl (Mauthausen Komitee Vöcklabruck), Willi Reizelsdorfer, Helene Kaltenböck[2]
- 2023 Johannes Reitter, Hans-Henning Scharsach, Elisabeth Schmidauer, Josef Knasmüller[3]
- 2024 Benedikt Ertl, Marina Wetzlmaier, Colette M. Schmidt, Gerhard Haderer[4]